# Слав'янка (Саратовська область)
Слав'янка (рос. Славянка) — селище у Воскресенському районі Саратовської області Російської Федерації.
Населення становить 359 осіб. Належить до муніципального утворення Єлшанське муніципальне утворення.

## Історія
Населений пункт розташований у межах українського історичного та культурного регіону Жовтий Клин.
Від 23 липня 1928 року в складі Вольського округу Нижньо-Волзького краю. Орган місцевого самоврядування від 2004 року — Єлшанське муніципальне утворення.

## Населення
| 2010 |
| ---- |
| 359  |